# Simplicispira psychrophila
Simplicispira psychrophila es una bacteria gramnegativa del género Simplicispira. Fue descrita en el año 2006. Su etimología hace referencia a amante del frío. Anteriormente conocida como Aquaspirillum psychrophilum. Es aerobia y móvil por flagelos bipolares. Tiene un tamaño de 0,7-0,9 μm de ancho por 1,5-14 μm de largo. Forma colonias circulares, convexas y de color amarillo pálido tras 7 días de incubación. Temperatura de crecimiento entre 2-26 °C, óptima de 20 °C. Se ha aislado de musgo de la Antártida (Ceratodon purpureus).